# Hans am Ende
Hans am Ende (né le 31 décembre 1864 à Trèves - mort le 9 juillet 1918 à Stettin) est un artiste-peintre prussien.
Il fait des études aux académies artistiques de Munich et Karlsruhe, puis s'installe dans la "colonie artistique" de Worpswede en 1889. Il y bâtit son domicile près de la résidence de son ami Heinrich Vogeler, et fait la connaissance des autres peintres du cercle worpswedien (Otto Modersohn, Paula Modersohn-Becker, Fritz Mackensen...).
Hans am Ende s'engage volontairement dans le 162e régiment d'infanterie (de) pour combattre au cours de la Première Guerre mondiale. Pendant son service sur le front occidental, il réalise de nombreux croquis à l'encre. Il reçoit une blessure grave en 1918, dont il meurt à l'hôpital militaire de Stettin.